# Đội tuyển bóng chuyền nam quốc gia Argentina
Đội tuyển bóng chuyền nam quốc gia Argentina là đội bóng đại diện cho Argentina tại các cuộc thi tranh giải và trận đấu giao hữu bóng chuyền nam ở phạm vi quốc tế.

## Đội hình

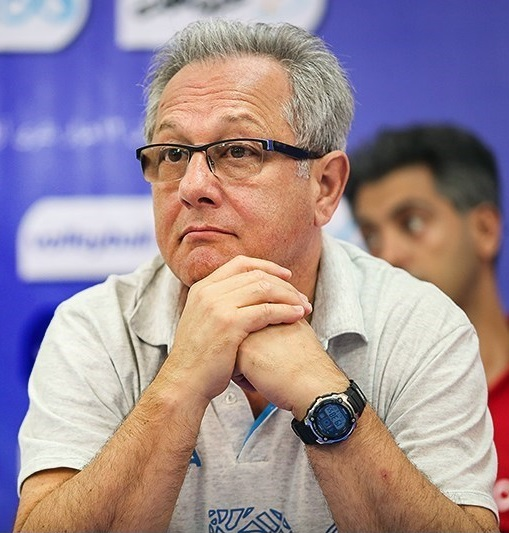
Julio Velasco - Huấn luyện viện đương nhiệm của đội tuyển

### Đội hình hiện tại
Dưới đây là danh sách các thành viên đội tuyển nam quốc gia Argentina tham dự giải World League 2017.
Huấn luyện viên chính: Julio Velasco
| Stt. | Tên                   | Ngày sinh            | Chiều cao           | Cân nặng       | Nhảy đập        | Nhảy chắn       | Câu lạc bộ năm 2016–17     |
| ---- | --------------------- | -------------------- | ------------------- | -------------- | --------------- | --------------- | -------------------------- |
| 1    | Alejandro Toro        | 20 tháng 7 năm 1989  | 1,90 m (6 ft 3 in)  | 88 kg (194 lb) | 326 cm (128 in) | 308 cm (121 in) | Lomas Vóley                |
| 2    | Fabián Flores         | 25 tháng 5 năm 1991  | 1,98 m (6 ft 6 in)  | 74 kg (163 lb) | 346 cm (136 in) | 330 cm (130 in) | Ciudad de Campana          |
| 3    | Germán Johansen       | 2 tháng 9 năm 1995   | 2,00 m (6 ft 7 in)  | 85 kg (187 lb) | 351 cm (138 in) | 336 cm (132 in) | Club de Amigos             |
| 4    | Maximiliano Cavanna   | 7 tháng 2 năm 1988   | 1,85 m (6 ft 1 in)  | 79 kg (174 lb) | 314 cm (124 in) | 300 cm (120 in) | UPCN San Juan              |
| 5    | Ignacio Fernández (L) | 7 tháng 6 năm 1994   | 1,77 m (5 ft 10 in) | 73 kg (161 lb) | 310 cm (120 in) | 300 cm (120 in) | Ciudad de Buenos Aires     |
| 6    | Cristian Poglajen     | 14 tháng 7 năm 1989  | 1,95 m (6 ft 5 in)  | 94 kg (207 lb) | 342 cm (135 in) | 322 cm (127 in) | Montes Claros Vôlei        |
| 7    | Lisandro Zanotti      | 4 tháng 10 năm 1990  | 1,95 m (6 ft 5 in)  | 88 kg (194 lb) | 336 cm (132 in) | 315 cm (124 in) | Lomas Vóley                |
| 8    | Demián González       | 21 tháng 2 năm 1983  | 1,92 m (6 ft 4 in)  | 82 kg (181 lb) | 350 cm (140 in) | 333 cm (131 in) | Brasil Kirin Campinas      |
| 9    | Gonzalo Quiroga       | 25 tháng 2 năm 1993  | 1,93 m (6 ft 4 in)  | 85 kg (187 lb) | 336 cm (132 in) | 316 cm (124 in) | Kioene Padova              |
| 10   | Nicolás Bruno         | 24 tháng 2 năm 1989  | 1,87 m (6 ft 2 in)  | 85 kg (187 lb) | 338 cm (133 in) | 318 cm (125 in) | Personal Bolívar           |
| 11   | Sebastian Solé        | 12 tháng 6 năm 1991  | 2,00 m (6 ft 7 in)  | 94 kg (207 lb) | 362 cm (143 in) | 342 cm (135 in) | Diatec Trentino            |
| 13   | Santiago Darraidou    | 24 tháng 11 năm 1980 | 1,94 m (6 ft 4 in)  | 96 kg (212 lb) | 345 cm (136 in) | 335 cm (132 in) | Sarmiento de Resistencia   |
| 14   | Pablo Crer            | 12 tháng 6 năm 1989  | 2,02 m (6 ft 8 in)  | 85 kg (187 lb) | 357 cm (141 in) | 337 cm (133 in) | Personal Bolívar           |
| 15   | Luciano De Cecco (C)  | 2 tháng 6 năm 1988   | 1,91 m (6 ft 3 in)  | 98 kg (216 lb) | 332 cm (131 in) | 315 cm (124 in) | Sir Sicoma Colussi Perugia |
| 16   | Alexis González (L)   | 21 tháng 7 năm 1981  | 1,84 m (6 ft 0 in)  | 85 kg (187 lb) | 327 cm (129 in) | 310 cm (120 in) | Personal Bolívar           |
| 17   | Facundo Imhoff        | 25 tháng 1 năm 1989  | 2,02 m (6 ft 8 in)  | 88 kg (194 lb) | 345 cm (136 in) | 325 cm (128 in) | Lomas Vóley                |
| 18   | Martín Ramos          | 26 tháng 8 năm 1991  | 1,97 m (6 ft 6 in)  | 94 kg (207 lb) | 348 cm (137 in) | 328 cm (129 in) | UPCN San Juan              |
| 19   | Nicolás Lazo          | 16 tháng 4 năm 1995  | 1,92 m (6 ft 4 in)  | 85 kg (187 lb) | 340 cm (130 in) | 320 cm (130 in) | UPCN San Juan              |

### Vận động viên nổi bật
- Marcos Milinkovic
- Waldo Kantor
- Javier Weber
- Daniel Castellani
- Hugo Conte
- Raúl Quiroga
- Jon Uriarte

## Nhà cung cấp và tài trợ
Bảng dưới đây liệt kê các nhà cung cấp trang thiết bị cho đội tuyển quốc gia Argentina.
| Thời gian | Nhà cung cấp     |
| --------- | ---------------- |
| 2000–2006 | Topper           |
| 2008–     | Olympikus Sonder |

### Nhà tài trợ
- Nhà tài trợ chính: Banco de la Nación Argentina, Sonder
- Các đơn vị tài trợ khác: Pensma, Sodimac, Arnet, Enardo và Gatorade.